# オットー4世 (バイエルン公)
オットー4世（Otto IV., 1307年1月3日 - 1334年12月14日）は、下バイエルン公。下バイエルン公シュテファン1世の次男。ハインリヒ14世の弟。

## 生涯
兄のハインリヒ14世、従兄のハインリヒ15世と共に上バイエルン公ルートヴィヒ4世に庇護されていたが、ハインリヒ14世がボヘミア王ヨハンと同盟を結んだ為に対立、1331年に下バイエルンは分割、オットー4世はブルクハウゼン、トラウンシュタイン他いくつかの都市を領有した。1334年、ミュンヘンで死去。
ユーリヒ伯ゲルハルト5世の娘リヒャルディスと結婚したが、1332年に生まれた息子アルブレヒトは夭折、他に子は無かった。ハインリヒ15世も既に亡くなっており、下バイエルンは兄ハインリヒ14世の元に統合された。